# E-textilie

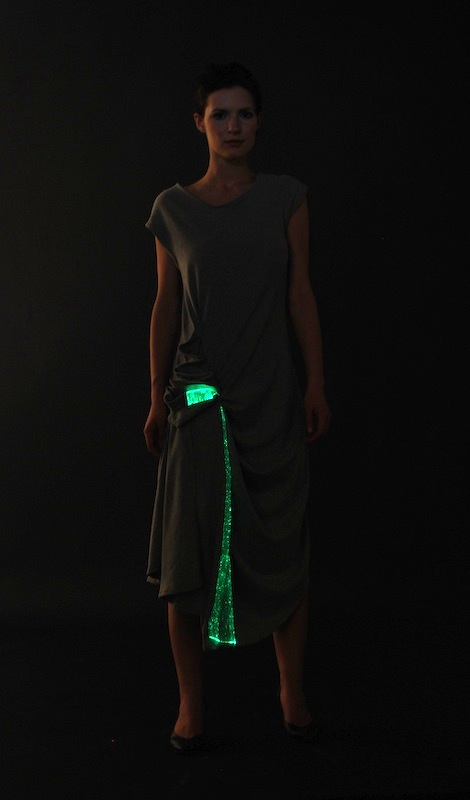
Svítící doplňky LED zašité do dámské módy

E-textilie, Elektronické textilie (electronic textiles / smart garments / smart clothing / smart textiles / smart fabrics) umožňují zabudování elektronických funkcí, resp. mikroelektronických zařízení, včetně senzorů teploty, plynů, fotovoltaických komponent, baterií, případně módních doplňků ze svíticích LED diod.

## Historie e-textilií

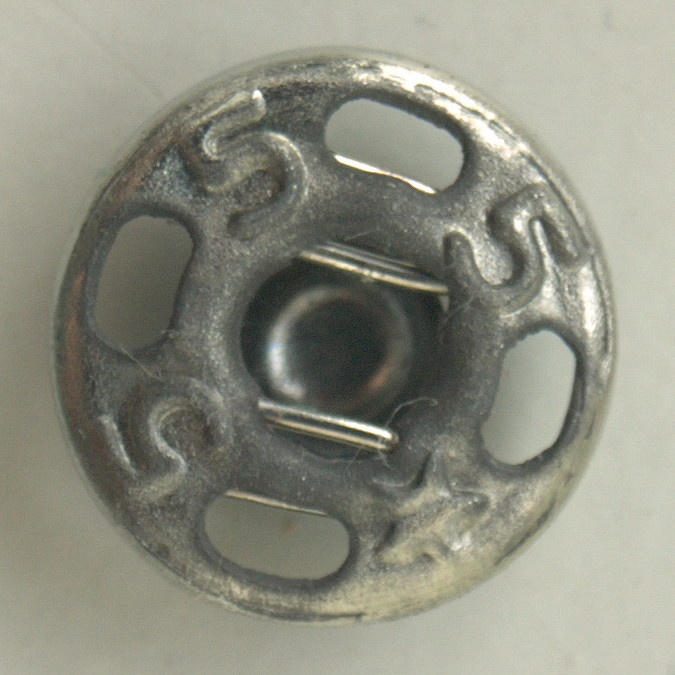
Vnější polovina konektoru typu patentka (snap fastener). Často se používá pro rychlé spojování mezi e-textilem a oddělitelnou elektronickou komponentou

Elektronické textilie mohou být odlišné od nositelné elektroniky, jelikož je zde důraz na integraci textilií s elektronickými komponentami, jako mikrokontrolery, senzory a aktuátory. Navíc, e-textilie nepatří pouze pod nositelnou elektroniku. E-textilie lze využívat rovněž při návrhu interiérů. Příslušná oblast vláknové elektroniky (fibretronics) zkoumá jak elektronické a výpočetní funkce mohou být integrovány do textilních vláken. Rozlišují se 3 generace textilních nositelných technologií:
1. "První generace" - senzor je přichycen k oděvu. Tento přístup je používán pro sportovní oděvy Adidas, Nike atp.
2. "Druhá generace" - senzory jsou zabudovány do oděvu, např. do výrobků od Samsung, Alphabet, Ralph Lauren atp.
3. "Třetí generace" - oděv má funkci senzoru. Řada společností nabízí pro tyto účely senzory tlaku, deformace a teploty.

## Kategorie e-textilií
Oblast e-textilií lze rozdělit na dvě hlavní kategorie:
- E-textilie s klasickými elektronickými komponentami, např. vodiče, integrované obvody, svítící diody LED, organické diody OLED a konvenční baterie zabudované do oděvů.
- E-textilie s elektronikou integrovanou přímo do textilních substrátů. Takto lze zahrnovat pasivní komponenty, jako vodiče a rezistory nebo aktivní komponenty např. tranzistory, diody a solární články.

Většina vývojových a komerčních projektů s e-textiliemi jsou hybridní, tedy elektronické komponenty jsou zabudovány do textilií a jsou připojeny ke klasickým elektronickým zařízením nebo komponentám. Např. některé tlačítkové ovladače mohou být plně textilní (jejich konstrukce používá vodivou textilní přízi). Ovládaná zařízení mohou být hudební přehrávače nebo diody LED, uchycené na tkanině z vodivých vláken tak, že mohou tvořit různě složité displeje. Monitorování fyziologických nebo environmentálních parametrů lze provádět pomocí tištěných senzorů, které byly integrovány do textilií, např. bavlny, neoprenu atp.

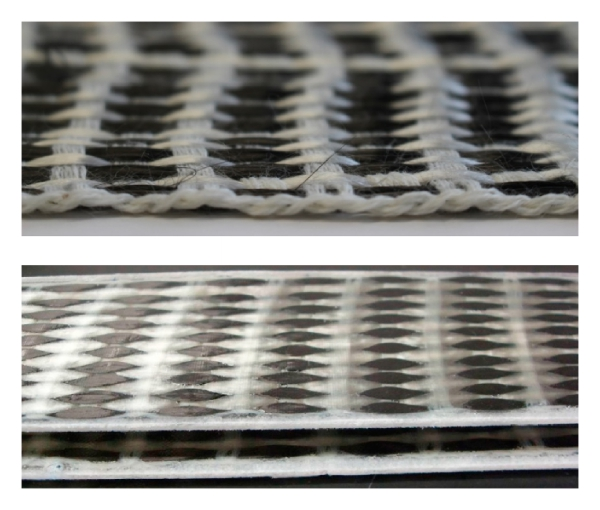
E-tkanina s vodivými nitěmi. Nahoře: surová, dole: laminovaná

## Vláknová elektronika (fibretronics)
Obdobně jako v klasické elektronice, vyžaduje konstrukce elektronických vlastností na textilních vláknech použití vodivých a polovodičových materiálů typu vodivé textilie. Řada komerčně dostupných vláken obsahuje pro tkaní nebo šití mezi textilními vlákny kovová vlákna. Jelikož kovy a klasické polovodiče jsou tuhé materiály a nejsou tedy vhodné pro aplikace s textilními vlákny, z důvodu častého napínání a ohýbání při běžném použití. Jedním z nejdůležitějších problémů je, že e-textilie je nutno omývat/prát. Elektrické komponenty by bylo nutné izolovat při praní, aby se zabránilo jejich poškození. Nová třída elektronických materiálů, vhodnějších pro e-textilie je jedna třída organických elektronických materiálů, protože se mohou chovat jako vodiče a rovněž jako polovodiče. Laboratorně byly vyzkoušeny:

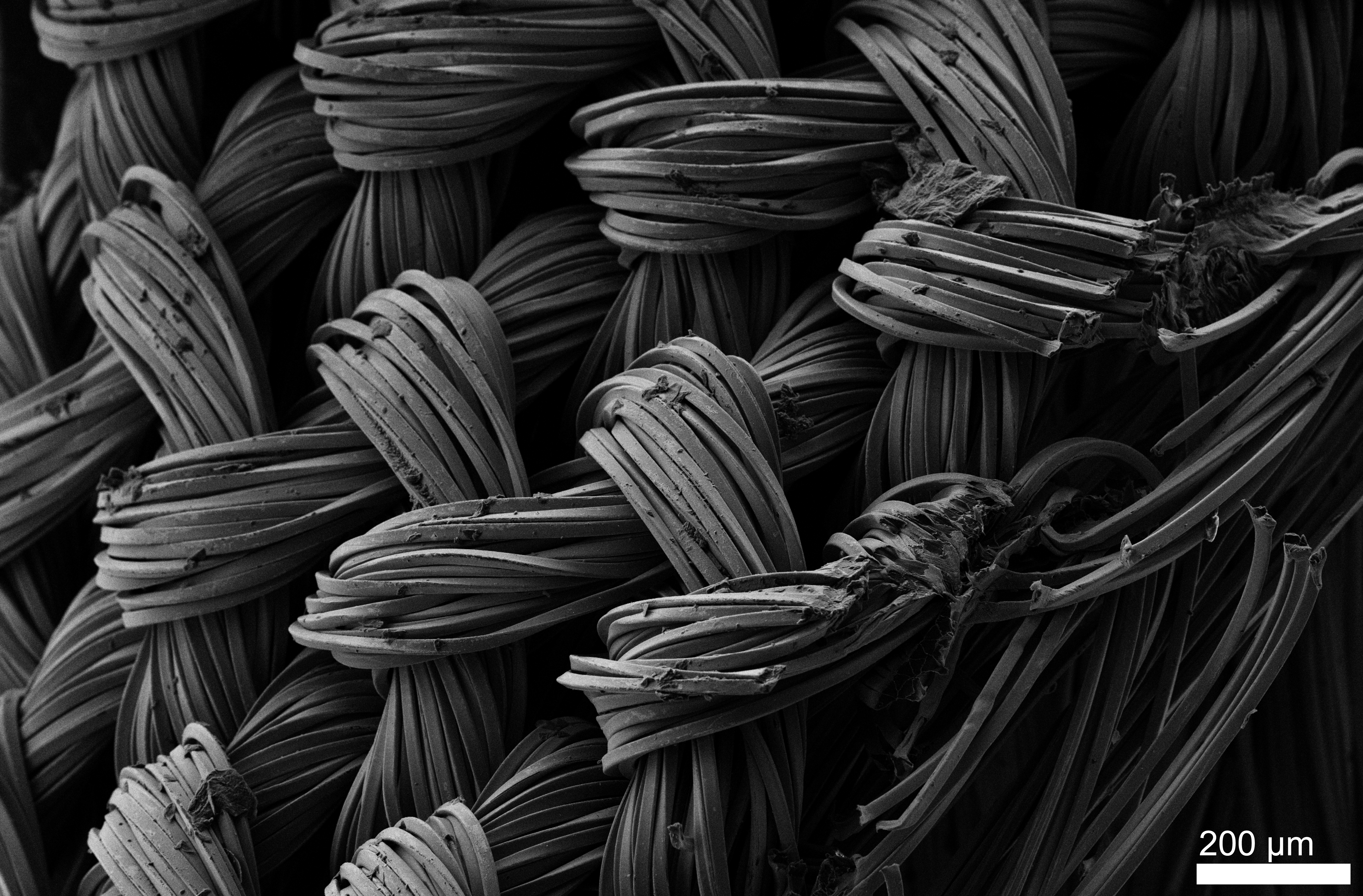
Elektrovodivá pletenina z postříbřené polyamidové příze (5 ohm/sq), cca 1 000 x zvětšena

- tranzistory z organických vláken, které neobsahují žádné kovové komponenty a jsou kompatibilní s textilní výrobou;
- solární články (solar cells) z organických vláken.

Na snímcích vpravo je
- laboratorně vyrobená tkanina (z roku 2016) z bavlněné osnovy protkané pruhy z uhlíkových (vodič) a skleněných nití (nevodič) a
- průmyslově vyráběná pletenina z postříbřeného polyamidu s vysokou elektrovodivostí (z roku 2020)

## Uhlíková nanovlákna
Uhlíková nanovlákna lze mj. použít na výrobu speciální elektronické textilie. Jde vlastně o uhlíkové nanotrubice, CNT (carbonnanotubes). Přízi CNT lze použít např. na výrobu:
- Senzorů (měření napětí a teploty);
- Pružných superkondenzátorů (např. zdroje energie pro přenosné e-přístroje);
- Aktuátorů (např. umělé svaly).

## Senzorové systémy založené na e-textiliích
Jde o flexibilní, otevřené senzorové mobilní systémy umožňující integraci do pracovních oděvů, uniforem i jiného oblečení, které mohou monitorovat životní funkce člověka i vlastnosti prostředí, ve kterém se člověk nachází. Profesionální e-oděvy jsou určeny pro sportovce, vojáky, policii, hasiče atp.
V odborných publikacích je asi od začátku 21. století popisováno několik druhů textilních senzorů, na kterých elektrovodivé textilie snímají určité fyzikální hodnoty a transformují je na elektrický signál. Uvádějí se např. systémy:
- kapacitní (kapacita dvou elektrod z textilních materiálů se mění v závislosti na vzájemné vzdálenosti)
- teplotní (u dvou textilií z různých kovů s různou teplotou se měří na místě jejich zkřížení napětí nebo odpor)

jako teplotní senzor se dá použít také systém Bragg (mřížky z optických vláken)
- senzory na měření vlhkosti zjišťují množství páry[1] [2]

V letech 2002 -2005 byl s podporou EU (1,8 milionů €) realizován projekt WEALTHY s celkovými náklady cca 4 miliony €. V rámci projektu byly vyvinuty nové druhy textilních senzorů, ze kterých se přenášejí signály bezdrátově na přenosný monitor. Senzory jsou součástí zařízení určeného především pro medicínské účely. Úspěšné testy byly provedeny s pacienty po kardiologických zákrocích a s vojáky při extrémním fyzickém zatížení.
Senzory se dají zhotovit a integrovat (se speciálním knowhow) do textilních výrobků tkaním, pletením, vyšíváním, povrstvováním, šitím i digitálním tiskem.

## Použití e-textilií

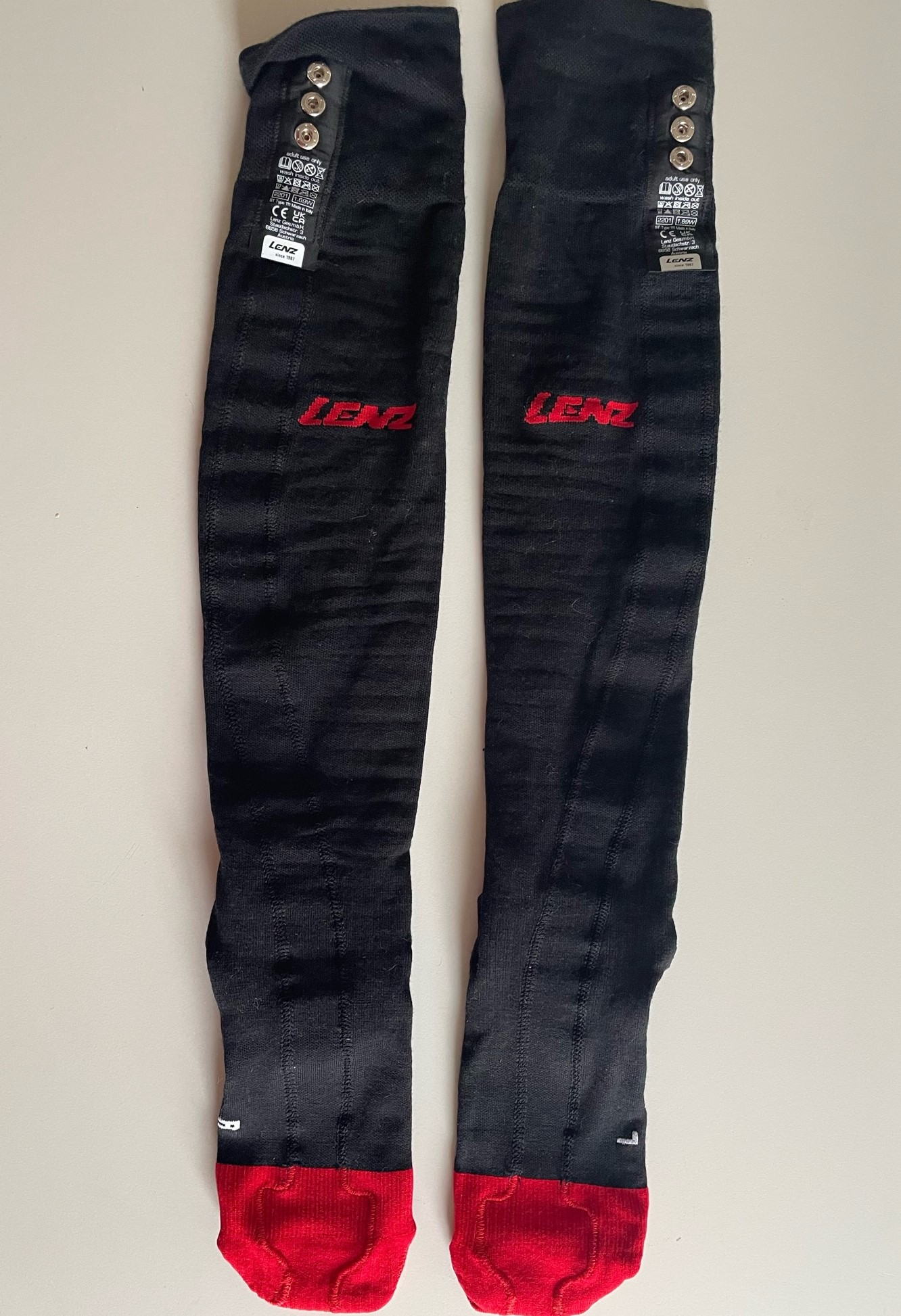
Ponožky s elektrovodivýmí nitěmi zahřívanými bateriemi

- Monitorování životních funkcí (pacientů), např. tepové frekvence, dýchání, teploty.
- Snímání ECG, kdy příslušné snímací elektrody, vlhčené gelem, jsou vyrobeny z e-tkaniny.
- Sběr dat při sportovních aktivitách.
- Monitorování osob, které manipulují s nebezpečnými materiály.
- Sledování dětí pomocí GPS.
- Sledování polohy vojáků při akci.
- Sledování vojáků s neprůstřelnou vestou (dopad kulek).
- Monitorování zdravotního stavu pilotů nebo řidičů (nákladních) automobilů.
- Monitorování pacientů po závažném zákroku.
- Inovativní módní e-doplňky.
- Obnovení (poškozeného) smyslového vnímání.

### Příklady použití ve 2. dekádě 21. století
Na českém trhu jsou (v roce 2019) některé komerčně vyráběné e-textilie (svrchní oděvy, spodní prádlo, ponožky, rukavice, ložní prádlo).
Laboratorně vyrobené zátažné pleteniny s vodivými nitěmi ze stříbrných vláken byly testovány na odolnost proti praní a sušení (30x) a proti opakovanému natahování a ohýbání (1000x). Výsledky ukazují, že pleteniny tohoto druhu jsou (po určitých úpravách) prakticky použitelné. Všeobecnému rozšíření e-textilií brání nutnost použití poměrně rozměrných, rigidních akumulátorů, potřeba častého dobíjení a vysoká cena produktů.

## Související technické normy
Technická komise IEC/TC 124, Nositelná elektronická zařízení a technologie se zabývá normalizací v oblasti nositelných elektronických zařízení a technologií. Pracovní skupina IEC TC 124/WG 2, E-textilie je zaměřena na vypracování metod hodnocení pro textilie, materiály, zařízení a systémy s elektrotechnickými funkcemi (funkcionalitami). Připravovaný soubor dokumentů bude mít označení IEC 63203.